# Pasagianos
Los Pasagianos, también mencionados como Passagianos o Pasagini, fueron una secta religiosa que apareció en Lombardía a finales del siglo XII o principios del XIII y posiblemente mucho antes en Oriente. La Summa contra haereticos, atribuida a Praepositinus de Cremona, los describe como reteniendo las reglas del Antiguo Testamento sobre la circuncisión, comida kosher y días santos judíos; en otras palabras, manteniendo la Ley de Moisés a excepción de los sacrificios y, por lo tanto, también se les dio el nombre de Circumcisi.
Consideraban a Cristo como el ser creado más alto y un demiurgo (δημιουργός en griego para Creador) por quien todas las demás criaturas fueron creadas, citando tanto el Antiguo como al Nuevo Testamento en apoyo de su doctrina. Fueron acusados de predicar una forma de subordinacionismo, enseñando que Cristo era un ser creado y menos que el Padre.
Todavía en el siglo XI, el cardenal Humberto de Silva Candida se refirió a una secta de nazarenos, un cuerpo cristiano que guardaba el sábado que existía en ese momento. Los eruditos modernos creen que Humberto hacía referencia a los Pasagianos, lo que sugiere que la secta nazarena existió hasta bien entrado el siglo XI. Los escritos de Bonacursus titulados "Contra los herejes" son la principal autoridad de su historia.